# BBCスポーツ
BBCスポーツ (BBC Sport) は英国放送協会のスポーツ番組製作部門である。国内ではPALワイド制作だが、2006年6月からHDTV試験放送が開始され、HD番組も順次制作される予定である。地上アナログ放送では14:9画面で放送される。スポーツ中継のみならず、各種スポーツ関連情報をテレビ・ラジオ各チャンネル(スポーツ情報番組制作を含む)、及びBBCニュース・オンラインへ配信している。
その本拠地はサルフォードに所在するメディアシティUKである。

## 主な中継競技

2017年から2022年までのBBCスポーツのロゴ

### テニス
テニスのグランドスラム大会のひとつであるウィンブルドン選手権を1937年から放送している。2005年の実績では全チャンネルで約900時間を中継した。
また、全豪オープン、全仏オープンも放送される。

### サッカー
サッカーでは、FIFAワールドカップの放送権をITVとともに持っている。FAカップもSky Sportsとともに中継され、国際親善試合も放送される。
一方で、プレミアリーグのハイライト番組、マッチ・オブ・ザ・ディも有名である。テレビ東京をキー局に日本全国に向けて放送されていた三菱ダイヤモンド・サッカーの初期の放送は、この番組の映像を基に制作されていた。現在はJリーグ、名古屋グランパスエイトでもプレー経験のあるゲーリー・リネカーが司会を務めている。

### ラグビー
ラグビーシックス・ネイションズの中継をはじめ、国内リーグ戦も中継される。

### モータースポーツ
F1グランプリを（かつてはITVで中継されていた）全戦中継をはじめ、世界ラリー選手権、ロードレース世界選手権も放送される。

### オリンピック
オリンピックでは1964年の東京大会から中継されており、2012年開催予定のロンドン大会では、ホスト放送局を担当する予定。

### 陸上競技
イギリス選手権など放送される。以前はIAAF主催大会も放映されていたが、2011年大会からチャンネル4に奪われてしまった。

### ゴルフ
ゴルフではメジャー大会の全英オープン・全英女子オープンをはじめ、世界マッチプレー選手権、スコティッシュ・オープンも中継される。ライダーカップもハイライトで放送する。

### スヌーカー
主に世界スヌーカー選手権などを放送する。